# Manuela (película)
Manuela es una película española de 1976 dirigida por Gonzalo García Pelayo.

## Sinopsis
Basada en la novela homónima de Manuel Halcón. Está ambientada en la Andalucía de los años setenta. Manuela, hija de un cazador furtivo, vende melones al lado de la carretera. Su belleza natural y su sensualidad encienden pasiones que desencadenan toda clase de conflictos.
Tiene una buena banda sonora. Fue la primera producción andaluza, realizada en plena transición. 
Está rodada en Carmona, Lebrija y Sevilla.

## Reparto
- Charo López - Manuela
- Fernando Rey - Don Ramón
- Máximo Valverde - Antonio
- Mario Pardo - Antoñillo
- Carmen Platero - Purita
- Fernando Sánchez Polack - El Moreno